# Herman Strecker

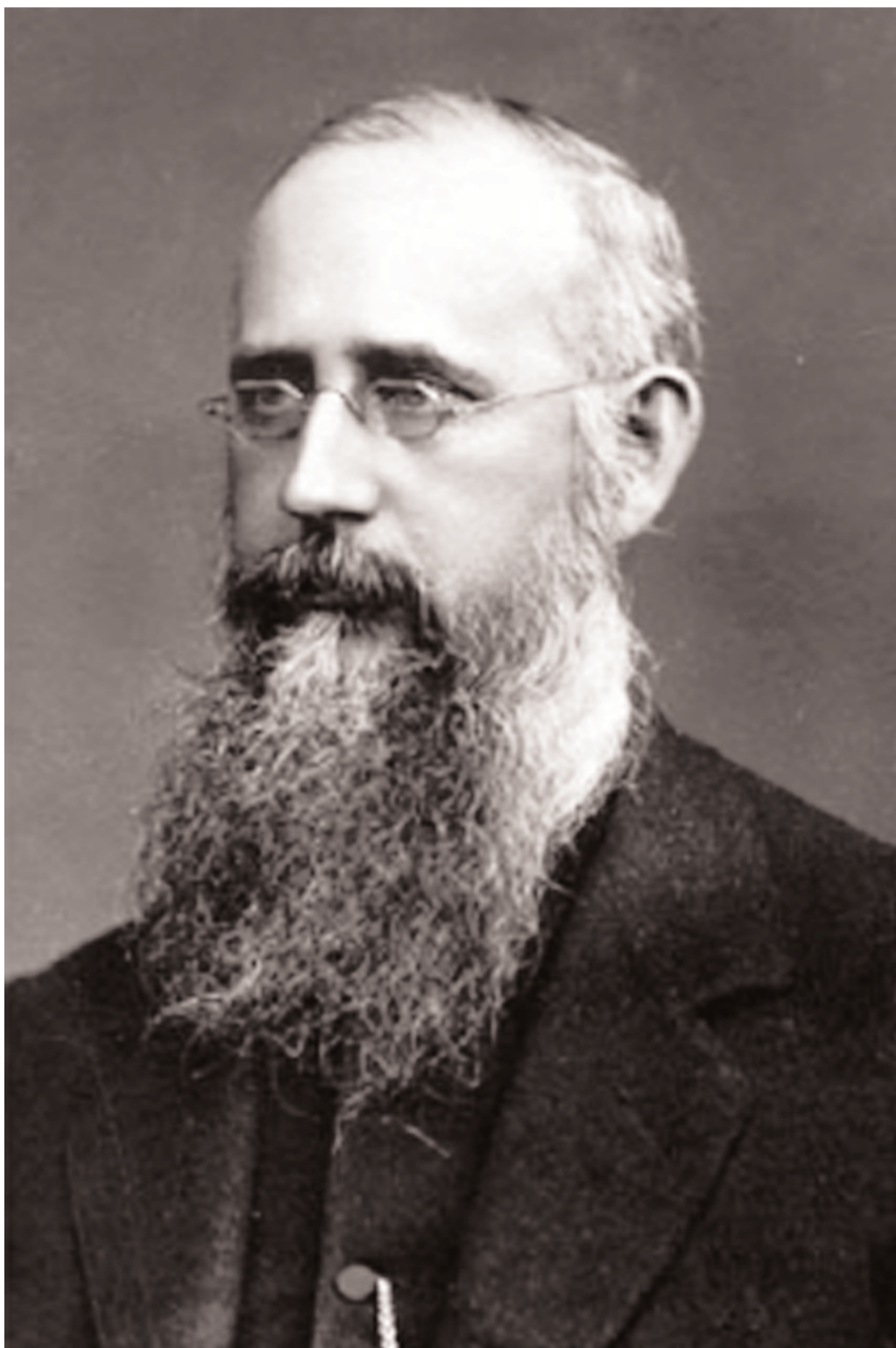
Herman Strecker

Herman Strecker (eigentlich Ferdinand Heinrich Hermann Strecker; * 24. März 1836 in Philadelphia, Pennsylvania; † 30. November 1901 in Reading, Pennsylvania) war ein amerikanischer Entomologe deutscher Herkunft.

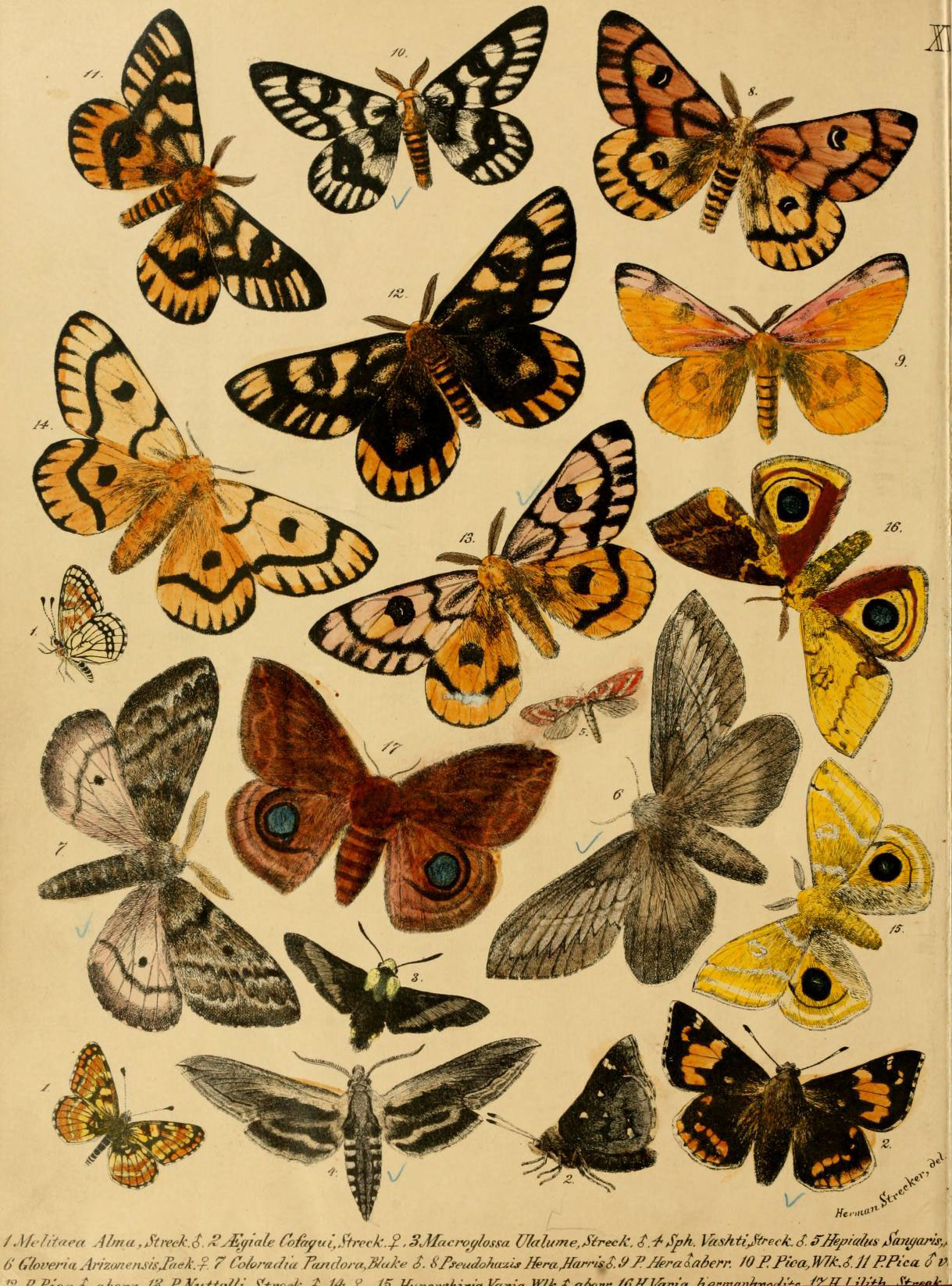
Zeichnung von Strecker

Strecker war der Sohn des Bildhauers Ferdinand Strecker (* 7. September 1804 in Stuttgart; † 15. August 1856 in Reading) und dessen Ehefrau Anna Kern. Die Familie war 1831 mit dem Auswandererschiff „Lewis“ aus Deutschland über New York eingewandert und hatte sich in Reading, Pennsylvania, niedergelassen. Dort errichtete Streckers Vater 1832 ein Atelier für Skulpturen, erweiterte dies aber aus wirtschaftlichen Gründen um einen Steinmetzbetrieb für Grabsteine.
Strecker unternahm ausgedehnte Reisen nach Zentralamerika und legte eine umfangreiche Sammlung von Schmetterlingen und Faltern an. Zum Zeitpunkt seines Todes war seine Sammlung die größte private Sammlung in den USA. Sie befindet sich heute im Field Museum of Natural History in Chicago. Für seine wissenschaftlichen Leistungen wurde er 1890 mit dem Ehrendoktortitel des Franklin & Marshall College in Lancaster, Pennsylvania, ausgezeichnet.